# Приріт чубатий
Приріт чубатий (Bias musicus) — вид горобцеподібних птахів родини вангових (Vangidae).

## Таксономія
Традиційно вид відносили до родини прирітникових (Platysteiridae). Генетичний аналіз 2012 року показав, що вид належить до вангових.

## Поширення
Вид поширений в тропічній Африці від Гвінеї до Мозамбіку. Його природними середовищами існування є субтропічний або тропічний сухий ліс, субтропічний або тропічний вологий низинний ліс та субтропічний або тропічний вологий гірський ліс.

## Спосіб життя
Трапляється поодинці або парами. Годується на землі. Полює на комах та інших безхребетних. Сезон розмноження триває з серпня по листопад. Самець будує неглибоке чашоподібне гніздо з гілочок і коріння на дереві чи іншій рослинності на висоті 1,5 м від землі. Самиця відкладає 2-3 яйця. Насиджують обидва батьки.

## Підвиди
Існує три підвиди:
- B. m. musicus (Vieillot, 1818) — Екваторіальна Африка;
- B. m. changamwensis van Someren, 1919 — Кенія і Танзанія;
- B. m. clarens Clancey, 1966 — Малаві, Зімбабве та Мозамбік.